# مالكوم ميدلتون
مالكوم ميدلتون (بالإنجليزية: Malcolm Middleton)‏ هو مغني وكاتب أغاني بريطاني، ولد في 31 ديسمبر 1973 في دامفريس ‏ في المملكة المتحدة.

## وصلات خارجية
- الموقع الرسمي
- مالكوم ميدلتون على موقع ميوزك برينز (الإنجليزية)
- مالكوم ميدلتون على موقع أول ميوزيك (الإنجليزية)
- مالكوم ميدلتون على موقع ديسكوغز (الإنجليزية)